# جستافو سيراتي
جستافو ادريان سيراتي (بالإسبانية: Gustavo Cerati) ولد في 11 أغسطس 1959 وتوفى في 4 سبتمبر 2014، هو مؤلف ومغني وموسيقي ومنتج أرجنتيني ويعتبر من أكثر فنانين الروك الأرجنتيني تأثيراً وأسطوره في الروك الأرجنتيني، بدأ كمغني في فرقته «سودا ستيريو» التي أصبحت أنجح وأهم فرقة روك لاتينيه. أيضاُ نال العديد من الجوائز خلال مسيرته الموسيقيه من ضنها العديد من جوائز الجرامي وجوائز الإم تي في وأيضاً جائزة الإم تي في الأسطوريه مع فرقته «سودا ستيريو»
ولد في ال11 من أغسطس عام 1959 في بوينس آيرس في الأرجنتين، بدأت مسيرته الموسيقيه في 1983 بالرغم من إنه من قبل ذلك، في التاسعه من عمره كان قد درس الجيتار، في الثانية عشر قام بتكوين فرقه من ثلاثة أفراد وشارك بها في العديد من الحفلات الخاصة.
أول من تأثر بهم موسيقياً كانت فرق مثل كينج كريمسون وعلى الأخص البيتلز. أيضاً ديفيد بوي وبينك فلويد وعازفي جيتار مثل جيمي بيدج (ليد زيبلين) وريتشي بلاكمور (ديب بربل).
في عام 1979 كان يدرس الإعلان في جامعة السلفادور، تعرف حينها جستافو سيراتي على هيكتور زيتا بوسيو (الذي سيصبح في المستقبل عازف الباس في سودا ستيريو) وسط مجموعه من زملائهم المهتمين بالموسيقى. في أثناء دراسته قام بالعزف في فرقتين: واحده مختصه بالروك والبلوز، والأخرى بنوع موسيقي آخر.

## بداية سودا ستيريو
مع نهاية عام 1982 بدأ سيراتي وزيتا بوسيو في التاسيس لفرقه يعزفان فيها موسيقاهم الخاصة. في ذلك الوقت تعرفا على تشارلي ألبرتي وبعد بعض المحاولات الموسيقيه مع عديد من الموسيقيين الآخرين تكونت أخيراً سودا ستيريو.
تكونت الفرقة من:
جستافو سيراتي (المغني وعازف الجيتار)
زيتا بوسيو (عازف الباس)
تشارلي ألبرتي (عازف الدرامز)
منذ بداية تكوينها، سعت الفرقة لتكوين صورتها الخاصة، بمساعدة زميلهم من الكلية (ألفريدو لويس) قاموا باختيار التفاصيل الجماليه، والمكياج وقصة الشعر وأغلفة الألبومات الأولى وتجهيز المسرح في الحفلات.
أول حفلات قاموا بيها كانت في عام 1983 في إحدى الحانات ومنذ تلك الحفلة تعرفوا على وسط الحانات، إشتهروا بعدها في وسط الأندرجراوند.
في نفس ذلك العام، قامت سودا ستريو بتوقيع عقد مع شركة سوني في شهر أغسطس، وفي 1984 بدأوا في تسجيل أول ألبوم لهم «سودا ستيريو». قام بإنتاج الألبوم موسيقياً فيدريكو مورا (المغني الرئيسي في فرقه أسطوريه أخرى تسمى «فيروس»)، وقاموا بتقديمه في ديسمبر في مسرح «أستروس» في العاصمة.
منتجهم التالي (نادا بيرسونال (لا شيء شخصي) 1985) تم تسجيله في أكتوبر 1985 وتقديمه رسمياُ في مدرج «أوبراس سانيارياس» أمام 16 ألف شخص على أربع حفلات. انطلاقاً من هذه الحفلات، مبيعات الألبوم بدأت في التصاعد، مروراً بالألبوم الذهبي الذي حصلوا عليه في الصيف حتى البلاتيني، وصولاً إلى مضاعفة هذا الرقم في الشهور التاليه.
بالتزامن مع ذلك، قامت الفرقة بتسجيل الفيديو لأغنيه”Cuando pase el temblor” من إخراج ألفريدو لويس في أنقاض بوكارا دى تيلكارا، تم وضع هذا الفيديو مع تسجيل تقديم الألبوم في المدرج في شريط واحد.

## غزو أمريكا الجنوبيه
الشريط الثالث “Signos 1986” شارك فيه عازف الكيبورد «فابيان فون كينتيرو»، وعازف الجيتار ريتشارد كولمان وسيلسا ميل جولاند في الكورس. بمجرد الانتهاء من تسجيل الألبوم، قامت سودا ستيريو ببدأ رحله مع حفلات حيه لتقديم الألبوم في أهم في أمريكا اللاتينيه. في تلك الفترة، تزايد جمهور الفرقة بشكل كبير وقاموا بغناء أغنيات مثل Persiana Americana. في تشيلى، قامت الصحفاه بوصف ظاهرة الفرقة بجنون سودا Sodamania.
مع نهاية العام، كانت الفرقة قد نجحت في فتح أبواب سوق أمريكا اللاتينيه للموسيقى المحلية (موسيقى الأرجنتين).
التقديم الرسمي للألبوم كان في الأرجنتين في مدرج «أوبراس» وبعدها قاموا بجوله كبيرة بداخل الأرجنتين. وصل الألبوم إلى الألبوم البلاتيني في الأرجنتين وضعف البلاتيني في تشيلى.
في 1987 قامت الفرقة بجوله في بيرو وبوليفيا والإكوادور وكولومبيا وفينيزويلا وكوستا ريكا والمكسيك، وأقامت 22 حفله موسيقيه في 17 مدينه أمام ما يقدر ب150 ألف متفرج. أثناء الرحلة، قاموا بتسجيل أغاني من الحفلات وأطلقوا البوم "(ضوضاء بيضاء) Ruido Blanco” الذي قاموا بإنتاجه في جزيرة باربادوس.
منذ عام 1988، بدأ الموسيقيين في العمل في الألبوم الجديد، الذي قام بإنتاجه الفني كارلوس الومار.
بعد أن قاموا بتسجيله في نيو يورك، تم إطلاق الألبوم الجديد
(“Doble vida(1988)”حياه مزدوجه) تم تقديمه في ديسكو في نيويورك وفي بعض المناطق في المكسيك وكولومبيا. أغاني مثل “Lo que sangra (la cupula)” , “Corazon delator”, “En la ciudad de la furia” نجحت نجاح شديد مما قوى مكانة الفرقة كإحدى الفرق المفضلة للجمهور المحلي. فيديو الأغنية “En la Ciudad de la furia” دخل مسابقة MTV Music Awards في قسم «أفضل فيديو أجنبي» في فترة لم تكن فيها MTV أمريكا اللاتينيه قد تكونت بعد.
قامت الفرقة بتقديم الألبوم رسمياً في بوينس آيرس أمام 25 ألف مشاهد، وبعدها قاموا بحفله أخرى فس نفس الشهر حضرها 150 ألف متفرج في مهرجان ثلاث أيام من اجل الديمقراطية.
مع نجاحهم في بيع مليون ألبوم، قامت الفرقة ببدأ جوله محليه لتقديم الألبوم إستوعبت 30 حفله في كل البلد تقريباُ أمام 270 ألف مشاهد في أوائل عام 1989، تلتها جوله في أمريكا اللاتينيه وبعدها حفلتين في لوس انجيليس.
مع نهاية 1989 قاموا بتسجيل نسخه جديده من أغنية Languis التي كانت موجوده أصلاً في ألبوم Doble vida واغنيه جديده اسمها Mundo de quimeras وقاموا بوضعهم في ألبوم Languis مع أغاني أخرى قاموا بتعديلها. بعد تسجيل الألبوم أقاموا أول حفله لتقديم ألبوم روك إسباني كاملة العدد في مسرح في الولايات المتحده الأمريكيه في مسرح The Palace في لوس أنجيليس.
مع بداية 1990، قامت الفرقة بإحياء حفله لأول مره في إستاد كرة قدم، حيث أقاموا الحفلة بمشاركه الفرقة الإنجليزيه Tears for fears في حفل أمام 32 ألف متفرج.
في منتصف 1990 عادت سودا ستيريو لتسجيل ألبوم بمساعدة دانيل ميليرو وبمشاركة أندريا ألفاريز وتويتي جونزاليز (كلهم موسيقيين مهمين في المشهد المحلي) كمدعوين للمشاركه في الألبوم.
Cancion Animal 1990 أو أغنية حيوانيه
كان هو الألبوم الجديد، الذي قاموا ببدء جوله محليه لفت 30 مدينه أرجنتينيه بعد إطلاقه وزارت أماكن لم تعزف فيها أي فرقه محليه قبلاً وقدموا عروضاً كانت غير مسبوقه في وقتها.
أحسن الحفلات في الجولة كانت الحفلة المُقامه في إستاد فيليز، في نهاية ديسمبر مع حضور 40 ألف مُتفرج.
مع بدايات 1991 أقاموا حفله كبيرة في الأوروجواي، وحتى منتصف العام كانوا قد حققوا رقماً قياسياُ جديداً بإقامة 14 حفله في مسرح الجران ركس في بوينس آيرس.
في بدايات 1992 – وبالتوازي مع نشاطات الفرقة – قام جستافو سيراتي بتسجيل ألبوم مع الموسيقي دانيل ميليرو الذي كان قد شارك مع الفرقة سابقاً كمعاون فني وكان أحد الموسيقيين المدعون في الجولة التي تلت إطلاق ألبوم Cancion Animal
“Colores Santos 1992” (ألوان مقدسه)
كان ثمرة تعاون سيراتي مع ميليرو، كما شارك في الألبوم فنانين آخرين مثل فلافيو إيتشيتو وكارولا بوني، تم تسجيل الألبوم في إستديو«سوبرسونيكو» الخاص بالفرقة.
تم تسجيل الألبوم التالي لسودا ستيريو أيضاً في إستديو سوبرسونيكو ولم يتم تقديمه في حفله حيه.
الألبوم التالي (دينامو) تم تسجيله أيضاً في إستديو سوبرسونيكو في عام 1992. تم تقديمه في 6 حفلات في مدرج أوبراس في نهاية نفس العام. قامت الفرقة بتقديم كل حفله مع فرقه أخرى مختلفه، وهكذا إحتفلوا مع فرق مثل باباسونيكوز وخوانا لا لوكا ومارتس منتا وتيا نيوتون وهذه الفرق شكلت المشهد الموسيقي الجديد في بوينس آيرس.
في يناير 1993 قاموا بجولتهم السادسه في أمريكا الجنوبيه، حيث قاموا بزيارة المكسيك وتشيلى والباراغواي وفنزويلا.
بمجرد الانتهاء من جولة تقديم «دينامو» قامت الفرقة بأخذ استراحه كبيرة من العمل الفني مما سمح بنشر الشائعات عن تفرقها.
مع نهاية العام قاموا بنشر ألبوم “zona de promesas 1993”'الذي يجمع بعض الريمكسات للأغاني الأكثر شهره للفرقه مع مع إضافة أغنية واحده جديده تحمل عنوان الألبوم.
بعدها بثلاث سنوات أطلقت الفرقة ما سيصبح ألبومها الأخير.
حدثت العديد من الأشياء خلال ذلك الوقت. من ضمنها تغيير الشركة المُنتجه للفرقع من سوني ل BMG، إطلاق ألبوم «الحب الأصفر 1993» “Amor Amarillo”، أول عمل منفرد لقائد فرقة سودا، والذي تزامن مع ولادة الابن الأول لجستافو، وتم تسجيله في تشيلى وبوينس أيرس بمشاركة زيتا بوسيو.
في عام 1995 عادت للفرقه للعمل بإطلاقها لألبوم “Sueno stereo 1995”. أغاني مثل “Paseando por roma”و “Zoom”و “Ella uso mi cabeza como un revolver” إنتشرت في الراديوهات وشجعت عودة الفرقة للمشهد الموسيقي. هذه المرة قاموا باختيار مسرح «جران ركس» لتقديم الألبوم، لتكون هذه الحفلة بدايه لجوله أخرى في جنوب أمريكا وإقامة حفله في المهرجان السنوي في لا بلاتا في نسخته ال113.
في عام 1996 قامت سودا بجوله في الولايات المتحده الأمريكيه في مدن لوس انجيليس وشيكاغو ونيويورك وميامي لتقديم إنتاجها الأخير، وفي منتصف هذا العام قاموا بتسجيل حفله من أجل قنوات MTV. قاموا بتسجيل هذه الحفلة في ألبوم “Comfort y musica para volar” 1996 وإطلاقه. يحتوي الألبوم على 11 أغنية للفرقه ويتضمن أربع أغنيات جديده من خارج ألبومهم الأخير Sueno Stereo .
هذا الألبوم هو آخر إنتاج موسيقي للفرقه.

## نهاية سودا ستيريو
انطلاقاً من هذه اللحظة، دخلت سودا في صمت لم يقطعه إلا النسخ الغير رسميه من انفصالهم المؤكد.
في أثناء ذلك إشترك جستافو مع ثلاث موسيقيين تشيليين غير محترفين (أندريا بوتشي وجيشرمو أوجاتى وكريستيان باوتيتش) وقاموا بتكوين Plan V مشروع إلكتروني نتج عنه ألبومين:“Plan V 1996” والعمل الثاني “Plan V Black dog 1998” الذي تم نشره في عام 1998 بعد انفصال سودا ستيريو.
في الأول من مايو عام 1997، أعلنت الفرقة رسمياُ عن انفصالها خلال مؤتمر صحفي. في اليوم التالي، تكلمت كل الجرائد عن الخبر وقامت جريدة كلارين بتخصيص مساحه كبيرة في صفحتها الرئيسيه له.نشر جستافو لاحقاً في ملحق “SI” (ملحق صغير من جريده كلارين) ما سيكون «رسالة الوداع».
"هذه السطور تنشأ مما تلقيته هذه الأيام من الشارع، من المعجبين الذين يقتربون مني، من الناس الذين يحيطون بي، ومن تجربتي الشخصية الخاصة. أشارك الحزن الذي خلقه خبر انفصالنا في الكثيرين. أنا نفسي غارق في هذه الحالة لأن أشياء قليله كانت مهمه في حياتي مثل سودا ستيريو. أي شخص يعرف أنه من المستحيل الإستمرار في فرقه دون مستوى معين من الخلاف. إنه توازن هش في صراع الأفكار تمكن قليلون جداً من الحفاظ عليه لخمسة عشر عاماً مثلما فعلنا بفخر. لكن في النهاية خلافات في الفهم شخصيه وموسيقيه مختلفه بدأت في تعريض هذا التوازن للخطر. حينها بدأت أعذار تُختلق حتى لا نواجه أنفسنا، أعذار في النهاية من أجل مستقبل جماعي لم نعد نؤمن به مثلما كنا في الماضي. ولإيقاف كل هذا من أجل سلامتنا العقليه، ومن أجل عدم التكرار، وتقديراً لسلامتنا العقليه قبل كل شيء وأيضاً احتراماً لكل متابعينا الذين تابعونا لوقت طويل. أرغب في توضيح أن هذا الوضع ليس لديه أي صله بسفرياتي المتكرره إلى تشيلى ولا المشاريع الموسيقيه المتفرقه التي قمت بها على هامش سودا
عناق قوي"
خلال شهري أغسطس وسبتمبر في هذا العام قاموا بجوله في جنوب أمريكا زاروا فيها المكسيك وفنزويلا وتشيلى وقاموا في نهايتها بتتويج مسيرتهم بوداع رسمي في بوينس آيرس في إستاد ريفر بلايت أمام سبعين الف مشاهد.
قاموا بتسجيل هذه الحفلة في ألبومين نشروهما في نهاية هذا العام وأسموهم «الحفلة الأخيره A & B»

## الحقبة المنفرده
بعد انفصال الفرقة، أخذ جستافو بعض الوقت في العمل منفرداُ وتناوب على العمل بين تاليف ألبوم موسيقي جديد، التجريب في الموسيقى الإلكترونية، والمشاركة في الألبوم اللاتيني الذي تم إهدائه لـ The Police المسمى "Outlandos D´Americas" (1998)
وقام فيه بعزف نسخته الخاصة من أغنية bring on the night بمشاركة andy summers (أحد أعضاء The police) ولاعب البيس Vinnie colaiuta.
قبل إنتاج أول عمل فني منفرد له، قام بتأليف مشروع موسيقى إلكترونية مع الموسيقي Flavio Etcheto وقام بتسميته Ocio. قاما معاً بإطلاق ألبوم Medida Universal في منتصف 1991.

## بوكانادا
في ال28 من يونيو من نفس السنه، قام بإحياء أحد أكثر الألبومات انتظاراً منذ انفصال سودا ستيريو، (Bocanada (1999 بدأ معه مسيرته المنفرده رسمياً.
تم إنتاج الألبوم في إستديو CasaSubmarina وفي آبي رود في لندن، تم إطلاق الألبوم للبيع في السوق الأرجنتيني وحصل على الألبوم الذهبي.
شارك في العمل في هذا الألبوم الكثير من الموسيقيين مثل Flavio Etcheto في الـ Keyboard، ليو جارثيا في الكورس والصوت، فرناندو نالى في الـ Bass ومارتين كاريتزو في الطبول (وكلاهما كان جزء من الفرقة التي شاركت في جولة تقديم الألبوم) بالإضافة إلى التعديلات الموسيقيه التي قام بها أليخاندرو تيران، بالإضافة للإدراج الخاص لأوركسترا من 48 موسيقي خصيصاُ من أجل تسجيل أغنية Verbo Carne
فاز بوكانادا بالكثير من الاحتفاء النقدي من الصحافة والجماهير على مستوى محلي مثلما على مستوى عالمي، مع تأثير مماثل في الحفلات التي أقامها خلال الجولة التي مرت بالأرجنتين، المكسيك، تشيلى، السلفادور، بنما، كوستا ريكا، الإكوادور، كولومبيا، الولايات المتحده الأمريكيه، إسبانيا وفنزويلا، وقام بالعزف في بلاد لم يزرها مسبقاً.
في الأرجنتين، التقديم الرسمي للألبوم كانت في مسرح الجران ركس، في ست حفلات كانت المسرح ممتلئاً بالكامل في كل منهم وفي حفلات أخرى أقيمت بداخل البلد أيضاً. بعدها في عام 2000 قام بإعادة التقديم في بوينس آيرس، لكن هذه المرة بحفلتين في إستاد اوبراس.
مع نهاية 1999 حصل جستافو على اعتراف أغلب المتخصصين في الإعلام في الأرجنتين. الذين أظهروا آرائهم في نتائج الإحصائيات التي راجعت الإنتاج الموسيقي لهذا العام، مما جعله ناجحاً في الفئات التاليه «أفضل ألبوم» و «أفضل ألبوم منفرد»، كما قاموا أيضاً بمكافأته عن مسيرته الفنيه واختياره «فنان العقد» هو الفنان الشهير تشارلي جارثيا.
خلال السنوات التاليه أقام عدة حفلات مختلفه بينما قام بتوليد وابتكار أغاني جديده لألبوم قادم. في عام 2001 قام بإنتاج شريط الصوت لفيلم +Bien ، وهو إنتاج مستقل لإدوارد كابيلا، مخرج فيديوهات ومنتج سمعي بصري. تم ترشيح الألبوم كأفضل ألبوم بوب في جوائز الجرامي اللاتينيه.
في أغسطس 2001 أقام حفلة مغلقه في مسرح أفينيدا مع أوركسترا مكونه من 42 موسيقي مجمعه خصيصاً من قبل المدير والمنظم أليخاندرو تيران وتم تنفيذ التسجيل لما سيصبح لاحقاً ألبوم «11 حلقه سيمفونيه 2001» الذي يسجل نسخ أوركستريه من كلاسيكيات مسيرته الموسيقيه.
11 حلقه سيمفونيه من إنتاج دييجو سانيز أقيمت لاحقاً في مسرح «تياترو كولون» بإدارة أليخاندرو تيران مما قدم للجمهور حفله مختلفه ومُحركه بشكل حقيقي وكان لها رد فعل ممتاز في الصحافة المحلية. الفرقة السيمفونيه الوطنية، مُداره بواسطة بيدرو إجناسيو كالديرون قامت بتقديم الجزء الموسيقي الأول من الليله.
تم تقديم نفس الحفلة في عرض حي في المكسيك. حيث بقي الألبوم لمده طويله في الأماكن الأولى في في ترتيب الألبومات المُباعه. إمتلأت القاعة الوطنية في مقاطعة الإتحاديه عن آخرها لرؤية سيراتي برفقة أوركسترا من 40 موسيقي محلي. بعدها سلسلة الحفلات الموسيقين استمرت في مسرح تيريسا كارينيو في كاراكاس في فنزويلا وفي إستاد سان كارلوس دى أبوكينادو في سانتياجو في تشيلى وفي ثلاث حفلات في مسرح جران ركس في مندوزا في الأرجنتين. كل الحفلات كانت مع أوركسترا محليه مكونه من أكثر من 65 موسيقي في المسرح.

## دائماً هو اليوم Siempre es hoy
مع نهايات نوفمبر 2002 خرج للجمهور “Siempre es hoy” ألبومه الثالث المنفرد. التقني ساشا تريوخويكى والموسيقي والمنتج توي هرنانديز أتوا من المكسيك للقيام بالإنتاج المشترك للألبوم.
في الألبوم هو متاثر بالبوب والهيب هوب والروك وقام بإنتاج نسخ متوازيه في الأرجنتين والولايات المتحده الأمريكيه والمكسيك وتشيلى.
تم تقديم الألبوم في مدينة بوينس آيرس في إستاد لونا بارك في مارس 2003 وبعدها في سبتمبر في 3 حفلات في مسرح جران ركس.
في تلك الحفلات قام جستافو بتكوين فرقه مع مكونه من الموسيقيين: فلافيوس إتشيتو، فرناندو نالى (عازف البيس)، لياندرو فريسكو (الكي بورد والكورس)، بدرو موسكوتزا (الطبول) ودى جي سوكار. في الكورس، في بعض الحفلات، إشترك أيضاً «لولو» و «ديبورا دى كورال».
قام بعض الموسيقيين المهمين المدعوين بالمشاركة مثل تشارلي جارثيا ودومينجو كورا.
جولة «دائماً هو اليوم Siempre es hoy» بدأت مع نهايات 2002 في كيتو في الإكوادور وكالي في كولومبيا وفي 2003 ذهبت لمدن جديده في المكسيك، عدة مدن في الأرجنتين وبيرو وتشيلى وفنزويلا والأوروجواي وسان خوزيه في كوستا ريكا وبنما وبويرتو ريكو والولايات المتحده الأمريكيه (لوس انجلس، اناهيم، شيكاغو، نيويورك).
في 2003 تم إطلاق (Siempre es hoy : Reversiones) وفي هذا الألبوم توجد نسخ معدله بواسطه فنانين مختلفين من أغاني الألبوم الأصليه. تتضمن نسخ من الأغاني التي ربحت في مسابقة الريمكسات التي أقيمت عن طريق الموقع الرسمي للألبوم ومجموعه أخرى أنتجها فنانين من الأرجنتين والمكسيك وتشيلى وألمانيا.الألبوم هو ألبوم مزدوج.
في 2003 تم إطلاق أول DVD له، الذي يحتوي على الحفلة الكامله ل «11 حلقه سيمفونيه» مُسجل في مسرح أفينيدا في مدينة بوينس آيرس.
الخطوة التاليه في المسيرة الموسيقيه لسيراتي كان «أغاني مختاره 93 – 04» “Canciones elegidas 93 – 04” الألبوم يحتوي على مجموعه من الأغاني من مسيرته كموسيقي منفرد كما يحتوي على DVD فيه كل الفيديوهات المصورة التي قام بها. أيضاً، يحتوي على الأغنية الغير معدله «جنونك» “Tu locura” التي كانت أغنية البرنامج التلفزيوني “Locas de amor” والتي ترشح عنها في مسابقات مارتين فيررو. تم إطلاق الألبوم مرتين، مره في إسبانيا ومره في الأرجنتين وتم الترويج للألبوم في حفله قصيره في الفترة من أكتوبر إلى ديسمبر في نفس عام إطلاقه وحملت الجولة جستافو إلى الأرجنتين والمكسيك وتشيلى وإسبانيا.

## ¡Ahí vamos! آهي باموس
حول نهايات الـ 2005 بدأ جستافو بتكريس نفسه بشكل كامل لألبومه الجديد ¡Ahí vamos! الذي تم إنتاجه بشكل متوازي في الأرجنتين والمكسيك في الرابع من أبريل عام 2006. حاز الألبوم على الجائزة البلاتينيه قبل خروجه للبيع بسبب تلقيه لعدد كبير من طلبات الشراء لوجود عدد كبير من المتلقين الذين إنتظروه. حاز الألبوم على رضا الجماهير والنقاد.
قام جستافو بإنتاج الألبوم برفقة تويتي جونزاليز، يمثل الألبوم عوده إلى جذوره بتصميم للصوت وهيكل موسيقي ينطلق من الجيتار.
تم تسجيل الألبوم بمشاركة الكثير من الموسيقيين العظماء الذين رافقوا جستافو في مراحل مختلفه من مسيرته الموسيقيه، مثل: ريتشارد كولمان وفرناندو نالى ولياندرو فريسكو وتويتي جونزاليز وإيمانويل كاوفيت وفرناندو ساماليا وبيدرو موسكوتزا وبولسا جونزاليز وفلافيوس إتشيتو وكابري ولولو جاسباريني وباولا زوتاليس في الكورس.
في مكساج الألبوم، إنضم إليه المهندس هيكتور كاستيجو الذي عمل مع العديد من الفنانين مثل ديفيد بوي ولو رييد وسوزان فيجا وغيرهم.
تم الإنتاج الصوتي للألبوم بواسطة هوي واينبرج في إستديو ماسترديسك في نيويورك.
جولة «أهي باموس» بدأت في المكسيك في أول يونيو واستمرت في الأرجنتين حيث تم إقامة خمس حفلات في إستاد اوبراس الأسطوري خلال الـ 16 والـ 17 والـ 18 والـ 30 من يونيو والأول من يوليو بالإضافة إلى بعض الحفلات في بعض المدن الأخرى بداخل الأرجنتين. بعدها قام بإقامة مجموعه من الحفلات في الولايات المتحده الأمريكيه من 1 وحتى العشرين من أغسطس، وفي سبتمبر استمر في التجوال في جنوب أمريكا. من الـ 29 من أغسطس وحتى العاشر من أكتوبر إمتدت الجولة إلى إسبانيا وفي الثاني عشر من أكتوبر ذهب للعزف في لندن في إنجلترا للمره الأولى في مسيرته الفنيه.
من يونيو 2006 وحتى يونيو 2007 إحتوت جولة «أهي باموس» على أكثر من 70 حفله كانت غالبيتها مكتملة العدد، في تشيلى وكولومبيا وكوستا ريكا وإسبانيا والولايات المتحده الأمريكيه وإنجلترا والمكسيك وبنما وبيرو وبويرتو ريكو وسانتو دومينجو والأوروجواي وفنزويلا بالإضافة إلى الأرجنتين.
الفرقة التي ترافق سيراتي في حفلاته الحيه تكونت من: ريتشارد كولمان وفرناندو نالى ولياندرو فريسكو وفرناندو ساماليا.
حقق سيراتي الكثير من الإنجازات في هذه الفترة منها:
ثمانية ترشيحات لجوائز جارديل الموسيقيه (أفضل ألبوم روك فني – أفضل فيديوكليب – أفضل هندسة تسجيل – إنتاج – تصميم غلاف – أغنية العام – ألبوم العام) ونجح في الفوز بسبعه منها. هذا العدد من الترشيحات مثل رقماً قياسياً لم يصل إليه أي ألبوم آخر من قبل.
في حفلته في مار ديل بلاتا في فبراير 2007، قام الجمهور بمنحه جوائز الشعلة الفضيه والشعلة الذهبيه ونورس الفضة. كما تعم اعتباره الفنان الأرجنتيني الأكثر ترشيحاً لجوائز الجرامي والإم تي في اللاتينيه. حيث حاز على ثلاث جوائز جرامي في فئات أفضل ألبوم روك وأفضل أغنية روك بالإضافة لجرامي كمنتج لألبوم شاكيرا وجائزة إم تي في كأفضل فنان جنوبي.
في الإحصاءات السنويه لعام 2006 تم اختيار جستافو سيراتي وأهي باموس كأحد أكثر الأعمال الفنيه تفضيلاً من قبل الصحافة والموسيقيين والجمهور الذين قاموا بالتصويت للألبوم في مختلف الفئات: شريط – أغنية – فيديو كليب وغيرها.
بالإضافة لهذا، تم اختيار جستافو بواسطة عمدة مدينة بوينس آيرس كشخصيه ثقافيه بارزه.
الحفلة الأهم في الجولة الموسيقيه، وبالتأكيد في تاريخه كفنان منفرد، كانت الحفلة التي أقامها بحضور ما يقارب 200 ألف شخص في العاشر من مارس عام 2007 في أفينيدا فيجيروا ألكورتا وبامبا كخاتمه للحفلات المجانيه في صيف 2007 في بوينس أيرس.
تم تحرير «آهي باموس» في كل أمريكا الجنوبيه، إسبانيا والولايات المتحده الأمريكيه، حيث حصل على الألبوم البلاتيني في الأرجنتين والألبوم الذهبي في تشيلى.
في يونيو 2007 قام جستافو بدعوة الجمهور ليكون المخرج في الفيديو كليب «بجيره في السماء»، الأغنية الرابعه التي أطلقها من ألبوم «أهي باموس».
نتج عن هذه الدعوة أكثر من خمسة آلاف زياره يوميه للموقع و 400 فيديو تلقوه من مختلف بلدان العالم (ألمانيا، كولومبيا، كوستاريكا، تشيلى، إسبانيا، إنجلترا، المكسيك، بيرو، جمهورية الدومينيكان، بالإضافة للأرجنتين).قام المخرج أندرس فوجويل باختيار أجزاء من كل فيديو فائز وترتيبها من أجل تشكيل الفيديو النهائي. ثم قام بتصوير بداية ونهاية الفيديو.
السبت 7 من يوليو في 2007 قام سيراتي بالمشاركة في هامبورغ في مهرجان لايف إيرث بدعوه من شاكيرا.
بين يوليو وديسمبر في 2007، كان جستافو سيراتي مشغول في جولة «ستريني أعود» مع سودا ستيريو، عوده تاريخيه جعلتهم يقومون بإحياء 22 حفله موسيقيه في تسع دول: الأرجنتين وتشيلى والإكوادور والمكسيك والولايات المتحده الأمريكيه وكولومبيا وبنما وفنزويلا وبيرو.
حضر هذه الجولة ما يقارب مليون متفرج، وفيها حققوا الكثير من المبيعات وتخطوا الأرقام القياسيه في عدة مدن.
في عام 2008 ترشح ألبوم «أهي باموس» مجدداً لجوائز «جارديل» لكن هذه المرة في فئة أفضل DVD .
قام دييجو سانيز بإنتاج الـ DVD الذي تم تسجيله في حفلات تقديم الألبوم بين يونيو ويوليو في 2006 في بوينس آيرس. إحتوى الـ DVD أيضاً على صور وفيلم وثائقي خاص بتسجيل الألبوم وآخر خاص بالجولة الفنيه وصور وثائقي آخر خاص بتسجيل الألبوم. بالإضافة للفيديوهات الخاصة بأغاني Crimen و La excepcion و Adios بالإضافة لنسخه حيه من Crimen غنى فيها جستافو برفقة ريكاردو موجو.
في السبت الـ 17 من مايو في 2008 شارك جستافو سيراتي برفقة فنانين آخرين في مهرجان آلاس المنظم لصالح الأطفال المحتاجين في أمريكا اللاتينيه. في كوستانيرا سور وأمام أكثر من 150 ألف متفرج، قام سيراتي بمشاركة المسرح مع فيتو بايز حيث قاموا سوياً بغناء أغاني مثل Crimen و Gente sin swing و Ciudad de pobres corazones. عاد سيراتي للمسرح مجدداً، هذه المرة بدعوه من شاكيرا التي عزف معها En la ciudad de la furia .
في التاسع من سبتمبر قامت إم تي في لاتينوأمريكا بالكشف عن المرشحين للحفل السابع جوائز إتي في في أمريكا اللاتينيه السنويه للعام 2008.
حاز جستافو سيراتي على ترشيحين: أفضل فنان منفرد وأفضل فنان روك. كما حازت سودا ستيريو على ترشيح لأفضل جولة عوده (سترينني عائداً). تم بث حفلة تسليم الجوائز بثاً حياً من قاعة تيليماكس في جوادالاخارا في المكسيك في الخميس السادس عشر من أكتوبر.
في الثاني عشر من سبتمبر التالي، تم إعلان المرشحين للنسخه التاسعه من جوائز الجرامي اللاتينيه. أغنية El mareo من ألبوم Mar dulce وهو الألبوم الثاني لفرقة Bajofondo والذي شارك جستافو في تسجيله، حازت الأغنية على ترشيح كأفضل أغنية بديله.

## القوه الطبيعيه Fuerza natural
في أكتوبر سافر جستافو للباهاماس من أجل العمل في بعض الأغاني في الألبوم القادم لشاكيرا، قام بالمشاركة كمؤله وكمنتج. عند عودته، سيستأنف تأليف ألبومه المقبل وسيبدأ التدريبات السابقه للتسجيل .
في السبت الثامن من نوفمبر تمت دعوة جستافو بواسطة باخوفوندو تانجو كلاب للمشاركه في حفلته في مهرجان كريمفيلدز ، الذي تمت إقامته في حلبة سباق بوينس آيرس. قامت الفرقة بقيادة جستافو سانتاوالايا بعزف أغنية «إل ماريو» برفقة جستافو سيراتي. وهي الأغنية الثانية من ألبوم Mar Dulce. أقيمت الحفلة بحضور 35 مليون شخص. تم تسجيل الأغنية في إستديوهات Electric lady في نيو يورك وبمشاركة سيراتي في النسخة الأصليه.
في المرحلة الأخيرة من السنه، كان قد قام بالمشاركة في التسجيل كل من لياندرو فريسكو (في الكي بورد) وفرناندو نالى (في البيس) وفرناندو ساماليا (في الطبول) وجونزالو كوردوبا (في الجيتار) وأنيتا ألفاريز دى توليدو (في الكورس) وبولسا جونزالز (في الطبول).
تم تسجيل ومكساج الألبوم في إستديو يونيسونو بواسطة مهندس الصوت هكتور كاستيجو الذي قام بالعمل مع بيت تاونسيند وديفيد بوي ولو ريد وآخرين.
خلال شهر مارس في عام 2009 قام جستافو بالسفر للولايات المتحده الأمريكيه من أجل القيلم ببعض التسجيلات الخاصة بألبومه القادم في إستديوهات ستراتوسفير ساوند ولوكينج جلاس في نيو يورك برفقة مهندس الصوت هكتور كاستيجو.
قام الموسيقيون المشاركون في التسجيل بإضافة مشاركات الفنانين التاليين إلى التسجيل: سترلينج كامببيل (في الطبول)، والذي كان عضوا في دوران دوران وعمل مع ديفيد بوي و the b-52’s وغيرهم. ديدي جوتمان، عازف الكي بورد في برازيليان جيرلز. بايرون إيساكس عازف الجيتار والبيس وجلين باتشا في البيانو (قامت بالتسجيل مع روجر واترز ولوري اندرسون وإلفيس كوستيللو وغيرهم).
«القوه الطبيعيه Fuerza natural» تم تحريره بواسطة سوني ميوزيك الأرجنتين وتم إطلاقه للسوق في الأول من سبتمبر في 2009.
في الـ 20 من يوليو تم عرض ديجا فو، الفيديو الأول من الأغنية الأولى التي يتم إطلاقها من ألبوم Fuerza natural.
القوه الطبيعيه هو أكثر بكثير من مجرد ألبوم موسيقي. هو رحله عاطفيه. هو تتالي لقصص محاطه بسحر الفولك واهتزاز البوب وسلطة الروك وتلاعب الموسيقى الإلكترونية وألوان السايكدليك ودفء الموسيقى الطبيعيه.
بألبوم القوه الطبيعيه يستأنف جستافو مسيرته الفنيه ويقترح طرق جديده.
خلال الـ 16 أغنية التي يتكون منها هذا الألبوم ، يعطي سيراتي السلطة لكل موهبته في كتابة الأغاني وكل قدرته كمؤلف موسيقي، في ما يعتبره هو نفسه «ألبومه الموسيقي الأكثر حريه». تعريف كلمة «ألبوم» ينطبق بالضبط على هذا العمل. فالألبوم مصنوع كأنه قطعه فنيه بنفس التصور الذي كان لدى فنانين نهاية الستينات عن العمل الفني والذي كان الكثير منهم من الملهمين لهذا العمل الفني.
خلال أقل من أسبوع من إطلاقه، حصل هذا الألبوم على المركز الأول في ترتيب المبيعات في الأرجنتين والمكسيك وكولومبيا وتشيلى.
أيضاً كان Fuerza natural الألبوم الأكثر مبيعاً في iTunes اللاتيني في الولايات المتحده الأمريكيه خلال أسبوع إطلاقه وتخطى جائزة الألبوم البلاتيني في الأرجنتين في خلال أقل من أسبوعين من إطلاقه.
في نوفمبر تم عرض فيديو كليب Déjà vu والذي تم تصويره في مواقع في مقاطعة سالتا خلال يومين من شهر سبتمبر وتم إنتاجه وإخراجه بواسطة لانديا. تم صناعة الفيديو أكمله في صيغة 16 مم.
الفكرة التي قام عليها هذا الفيديو كانت قائمه على تجميع كل أغاني الألبوم في فيديو واحد على هيئة فيلم. سيقوم هذا الفيلم بتجميع كل أغاني الألبوم بصرياً وموسيقياً مكوناً قصه كبيرة. رحله فانتازيه وسرياليه لجستافو سيراتي خلال أماكن وأوقات وأشخاص مختلفه.
ديجا فو، الفيديو الأول هو جزء من هذه الرحلة التي يسافر خلالها جستافو سيراتي حاملاً صندوق غريب منير ويمر خلال أراضي خاويه ويجد نفسه تدريجياً يكتشف صوره تتكرر كديجا فو غريب، صورة امرأة ترقص بإستغراق وعنف أمام قطار فضي منير يمر خلفها كحلقه لا متناهيه.
تزامن هذا مع إعلانه عنه جولة 2009 التي ستحمله في المرحلة الأولى إلى المكسيك وتشيلى والأوروجواي والأرجنتين.
تم إطلاق الأغنية الثانية Rapto في نوفمبر وبعدها بشهر تم إطلاق الفيديو الخاص بالأغنية. تم تصويره خلال يومين في طرق ومواقع في بوينس آيرس وفي مطار مهجور تم إستخدامه كموقع للتصوير.
في Rapto تبدأ في الظهور والتكرار بعض الأفكار التي كانت موجوده في Deja vu الذين يتم تكرارهم وإعادة إستخدامهم بشكل أكبر في جميع الفيديوهات. السيارة والرحلة والخطف والسرقة الغامضه لعلبه وبار مليء بغرباء الأطوار حيث تقوم فرقه بلعب Playback للأغنيه.
قام بالمشاركة في الفيديو أكثر من 20 ممثل من بينهم العديد من الموسيقيين والأصدقاء الشخصيين لجستافو سيراتي مثل أنيتا ألفاريز توليدو وجونزالو كوردوبا وفلافيو إيتشيتو وسنتياجو كونتريراس وإليسينيا دى كورال وسينتيا روزنفيلد.
تم إنتاج الألبوم بواسطة أندي فوجويل ولانديا وتم إخراجه بواسطة ماكسي بلانكو.
للمفارقه، الحفلة المنتظره لتقديم ألبوم Fuerza natural في بوينس آيرس تم تأجيلها 24 ساعه بسبب عاصفه أبقت المدينة في حالة الطوارئ خلال السبت الـ 19.
في النهاية وبعد يوم مشع، في يوم الأحد 20 خلال الساعة العاشره والنصف مساءاً وأمام 25 ألف شخص بدأ جستافو سيراتي حفلة تقديم ألبومه الخامس.
برفقة ريتشارد كوليمان وجونزالو كوردوبا ولياندرو فريسكو وفرناندو نالى وفرناندو ساماليا وأنيتا ألفاريز دى توليدو بدأ جستافو ، الحفلة بأغنية Fuerza natural ، الأغنية التي يحمل الألبوم اسمها وأشعل الجمهور.
في الجزء الأول من الحفلة قام جستافو بتقديم أغاني ألبومه الجديد، مكملاً ب Magia و Déjà vu و Desastre و Rapto و Amor sin rodeos و Traccion a sangre و Cactus و Naturaleza muerta و Domino و Sal و Convoy و He visto a lucy التي شارك فيها كفنان مدعو «جيشسبي».
بعجها، ووفقاً لكلماته الشخصية، كتحيه لمرسيدس سوسا، قام بعزف Zona de promesas، وهي أغنية قامت المغنيه باختيارها لغنائها في آخر إنتاج موسيقي لها.
بعد العزف المتواصل لأكثر من ساعه، في الجزء الثاني من الحفلة قام سيراتي بعزف أفضل الأغاني في مسيرته الموسيقيه المنفرده: Pulsar و Te llevo para que me lleves و Marea de venus و Crimen و Paseo inmoral و Cosas Imposibles و La excepcion و Adios.
في الإعادة، قام بعزف: Puente و Lago en el cielo و Vivo و Jugo de luna مما تسبب في تصفيق قوي من الجمهور وفي النهاية قاموا تقريبا بمحاكاة الأغنية الخفيه من ألبوم Fuerza natural وهي أغنية Numeral.
مع مسرح مجهز بواسطة مارتين فيليبس (هو نفسه الذي قام بتجهيز المسرح المذهل لجولة سودا ستيريو وعمل مع فنانين عالميين مثل دافت بانك و Nine inch nails)، وتصميم ملابس مانو موراليس، صوت أدريان تافرنا والبصريات الحيه بواسطة نيكولاس بيرناودو، قام جستافو بتقديم عرض مذهل لمدة ساعتين ونصف.
خلال عام 2010 تم إكمال جولة Fuerza natural التي بدأت في 2009، والتي زار جستافو خلالها 7 مدن (مونتيرري، جوادالاخارا، المقاطعة الإتحاديه للمكسيك، سانتياوج في تشيلى، مونتيفيديو، قرطبه وبوينس آيرس) أمام ما يقارب 100 ألف متفرج.

## السكتة الدماغيه والغيبوبة
في الـ 15 من مايو 2010، أصيب جستافو بسكته دماغيه بعد حفلته في كاراكاس، فينيزويلا . تم إدخاله المستشفى في كاراكاس تحت مراقبه طبيه. بعدها بثلاثة أيام، خضع لعمليه جراحيه لتخفيف الضغط على مخه بسبب السكتة الدماغيه التي أصيب بها.
في السابع من يونيو 2010 تم نقل سيراتي لمعهد فيليني العصبي في بوينس آيرس. قام الأطباء بعلاج سيراتي من عدوى الجهاز التنفسي فوراً. في اليوم التالي، بلغ الأطباء عن تلف وسع في الدماغ بسبب السكتة الدماغيه. دخل سيراتي في الغيبوبة قبلها بقليل. تم إبقائه على أجهزة الإعاشة الطبيه أملاً في أن يتعافى. بعد السكتة الدماغيه بشهر، قام كلاوديو أي بينسا، المدير الطبي لمعهد فيليني العصبي بإصدار تصريح للصحافه أعلن فيه أن وضع سيراتي الصحي بقي دون تغيير وأنه سيوفر معلومات جديده إن حصلت تغييرات. في الثاني من ديسمبر في 2010 تم إصدار تصريح بواسطة مدير عيادة ألكلا الطبيه أعلن فيه أن سيراتي كان يتجاوب مع المحفزات الحراريه عصبياً.
في الرابع عشر من مايو 2014 أصدرت أسرة سيراتي بيان بمناسبة الذكرى السنويه الرابعه للسكته الدماغيه. تضمن تقرير طبي بواسطة جستافو باربالاس إحتوى على «يبقى السيد جستافو سيراتي في المستشفى ...بدون أي تعقيدات جاده، في حالة تغذيه جيده وبدون أي آفات بسبب الجمود. عصبياً لا توجد تغييرات كبيره وهو يبقى تحت مساعدات التنفس الميكانيكيه»

## الوفاة
بعد أربع سنوات في الغيبوبة، توفي جستافو سيراتي بسبب توقف التنفس في صباح الرابع من سبتمبر عام 2014 بينما كان على أجهزة الإعاشة. فور وفاته، قام طبيبه بالتصريح للصحافه: «توفي جستافو بكرامه بدون أي ألم وبدون أي جراح». تم دفن جسده في مقبرة لا تشاكاريتا في بوينس آيرس.

## روابط خارجية
- جستافو سيراتي على موقع IMDb (الإنجليزية)
- جستافو سيراتي على موقع ميوزك برينز (الإنجليزية)
- جستافو سيراتي على موقع أول ميوزيك (الإنجليزية)
- جستافو سيراتي على موقع ديسكوغز (الإنجليزية)
- جستافو سيراتي على موقع قاعدة بيانات الفيلم (الإنجليزية)